# Teodor Kajetan Szydłowski
Teodor Kajetan Szydłowski herbu Lubicz (ur. około 1714, zm. 1792) – kasztelan mazowiecki w latach 1768–1779, chorąży ziemi warszawskiej, wojewoda płocki w latach 1779–1791, rotmistrz kawalerii narodowej w latach 1783–1786, sędzia grodzki warszawski w 1764 roku, właściciel miasta Praga (dziś Warszawa).

## Życiorys
Ojciec Marianny Szymanowskiej, pierwszej żony Dyzmy Szymanowskiego, szambelana króla Augusta III, Ewy, matki Moniki Sobolewskiej i Marianny Gutakowskiej, Józefy Kickiej, żony Onufrego Kickiego (babki Natalii Kickiej) oraz Elżbiety z Szydłowskich Grabowskiej, kochanki króla Stanisława Augusta Poniatowskiego.
Poseł na sejm 1762 roku z ziemi nurskiej. Konsyliarz konfederacji Czartoryskich w 1764 roku, poseł na sejm konwokacyjny (1764) z ziemi warszawskiej. Poseł na sejm elekcyjny 1764 roku z ziemi warszawskiej. Był elektorem Stanisława Augusta Poniatowskiego w 1764 roku z ziemi warszawskiej, jako deputat od Rzeczypospolitej podpisał jego pacta conventa. W 1764 roku na sejmie koronacyjnym wyznaczony do komisji do compositio inter status.
Poseł na sejm 1766 roku z ziemi warszawskiej. Marszałek ziemi warszawskiej w konfederacji radomskiej W 1767 roku jako poseł na Sejm Repninowski, wszedł w skład delegacji, wyłonionej pod naciskiem posła rosyjskiego Nikołaja Repnina, powołanej w celu określenia ustroju Rzeczypospolitej.
Na Sejmie Rozbiorowym 1773-1775 wszedł w skład delegacji wyłonionej pod naciskiem dyplomatów trzech państw rozbiorczych, mającej przeprowadzić rozbiór. 18 września 1773 roku podpisał traktaty cesji przez Rzeczpospolitą Obojga Narodów ziem zagarniętych przez Rosję, Prusy i Austrię w I rozbiorze Polski. Członek konfederacji Andrzeja Mokronowskiego w 1776 roku.
Na sejmie 1780 roku został konsyliarzem Rady Nieustającej. Członek Departamentu Policji Cudzoziemskich Rady Nieustającej w 1783 roku.
Był członkiem konfederacji Sejmu Czteroletniego w 1788 roku. Członek Komisji Wojskowej Obojga Narodów w 1788 roku.
W 1780 odznaczony Orderem Orła Białego, w 1766 roku został kawalerem Orderu Świętego Stanisława.